# Лорі гірський
Ло́рі гірський (Oreopsittacus arfaki) — вид папугоподібних птахів родини Psittaculidae. Ендемік Нової Гвінеї. Це єдиний представник монотипового роду Гірський лорі (Oreopsittacus).

## Опис

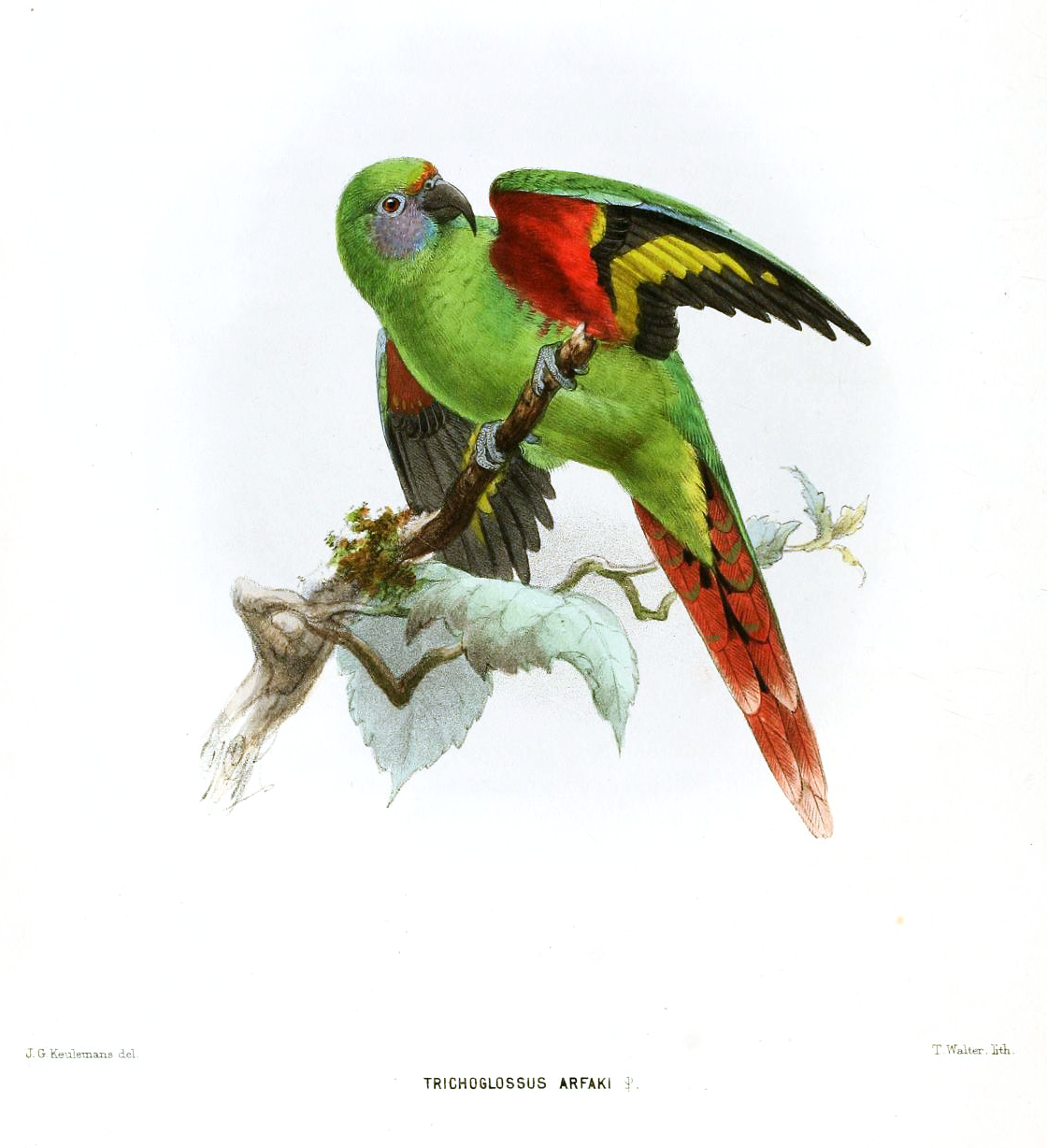
Гірський лорі

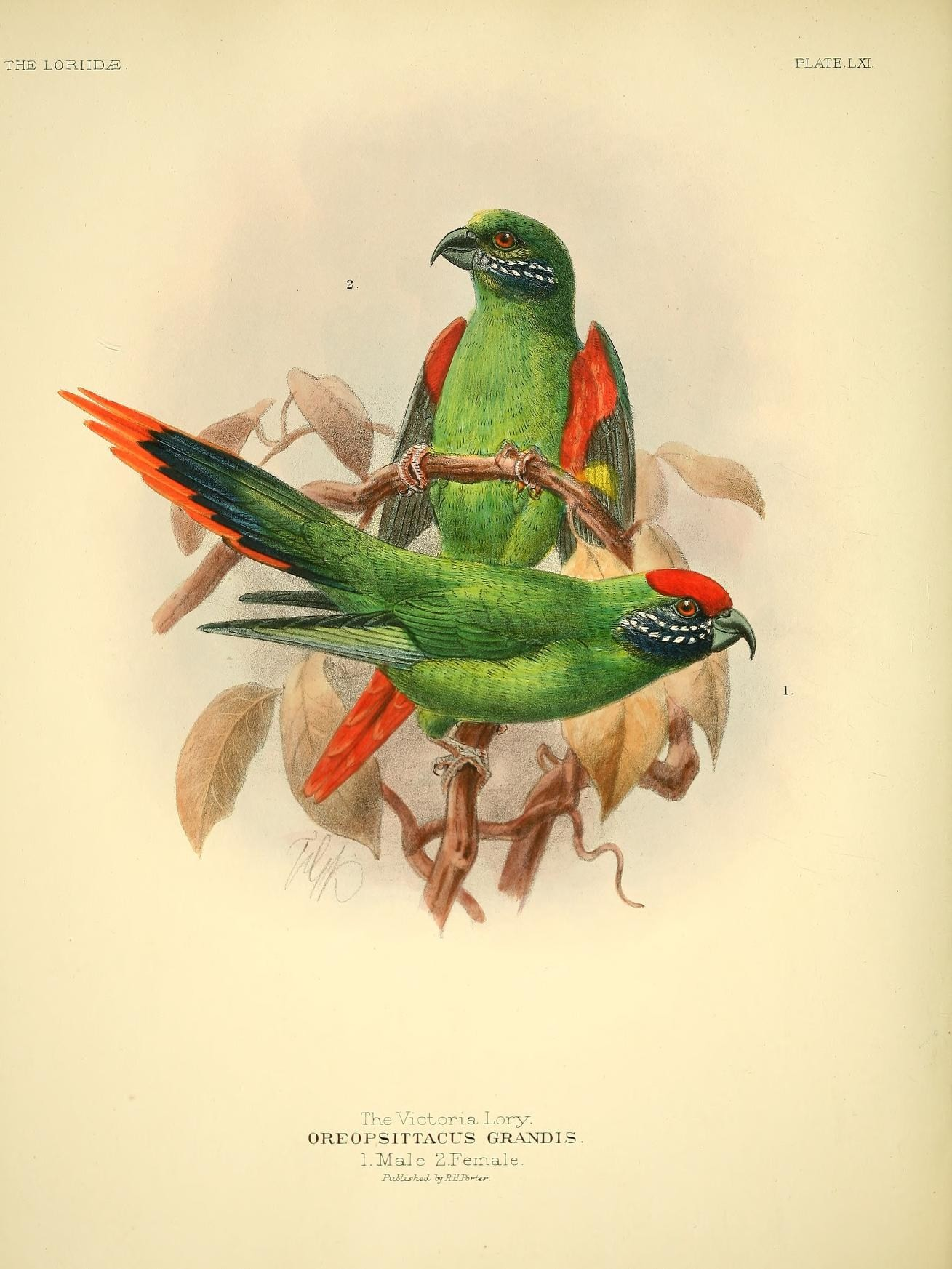
Гірські лорі (підвид O. a. grandis)

Довжина птаха становить 15-17 см, вага 26-26 г. Забарвлення переважно зелене. У самців лоб і тім'я червоні, щоки фіолетові, під очима білі смуги. Потилиця, спина і хвіст темно-зелені. Першорядні махові пера сині. Нижня частина тіла жовтувато-зелена, нижні покривні пера крил і груди з боків червоні, живіт і боки оранжево-червоні, на крилах знизу жовті смуги. Стернові пера зелені, на кінці червонувато-рожеві, знизу хвіст червоний. Дзьоб чорний, очі чорнувато-карі. У самиць червона пляма на лобі і тімені відсутня. У молодих птахів пера на верхній частині тіла мають чорні края, візерунок на обличчі менш виражений. Представники підвиду O. a. major вирізняються більшими розмірами, червоний кінчик хвоста у них більш помітний. У представників підвиду O. a. grandis оранжево-червоне забарвлення живота і боків відсутнє.

## Підвиди
Виділяють три підвиди:
- O. a. arfaki (Meyer, AB, 1874) — гори Арфак на півночі півострова Чендравасіх (північний захід Нової Гвінеї);
- O. a. major Ogilvie-Grant, 1914[6] — гори Маоке (захід центральної Нової Гвінеї);
- O. a. grandis Ogilvie-Grant, 1895[7] — Центральний хребет Нової Гвінеї, гори Овен-Стенлі і гори на півострові Гуон (центр, північний схід і північний захід острова).

## Поширення і екологія
Гірські лорі живуть у вологих гірських тропічних лісах, що складаються переважно з подокарпусів і нотофагусів. Зустрічаються парами або невеликими зграйками, переважно на висоті від 2500 до 3750 м над рівнем моря, іноді на висоті 1500 м над рівнем моря. Часто приєднуються до змішаних зграй птахів разом з іншими папугами, медолюбами або квіткоїдами. Живляться нектаром, пилком, квітками, плодами і фруктовим соком. Гніздяться в дуплах.